# Opabinia
Opabinia byl rod vyhynulých kambrijských členovců s pěti očima a klepetovitým chobotem.
Je znám jediný druh – Opabinia regalis. Její fosilie byly nalezeny v burgesských břidlicích v Britské Kolumbii v Kanadě. Žila v kambrijském období paleozoické éry v období před 500 miliony let. Měřila 5–7,5 cm a předpokládá se, že byla masožravá. Bylo popsáno méně než dvacet nálezů. Segmentované tělo mělo po stranách laloky a ocas ve tvaru vějířů. Hlava vykazuje neobvyklé rysy: pět očí, ústa pod hlavou a obráceně dozadu a proboscis, kterým pravděpodobně předávala potravu do úst. Opabinia pravděpodobně žila na mořském dně a pomocí sosáku/chobotu hledala drobné živočichy.

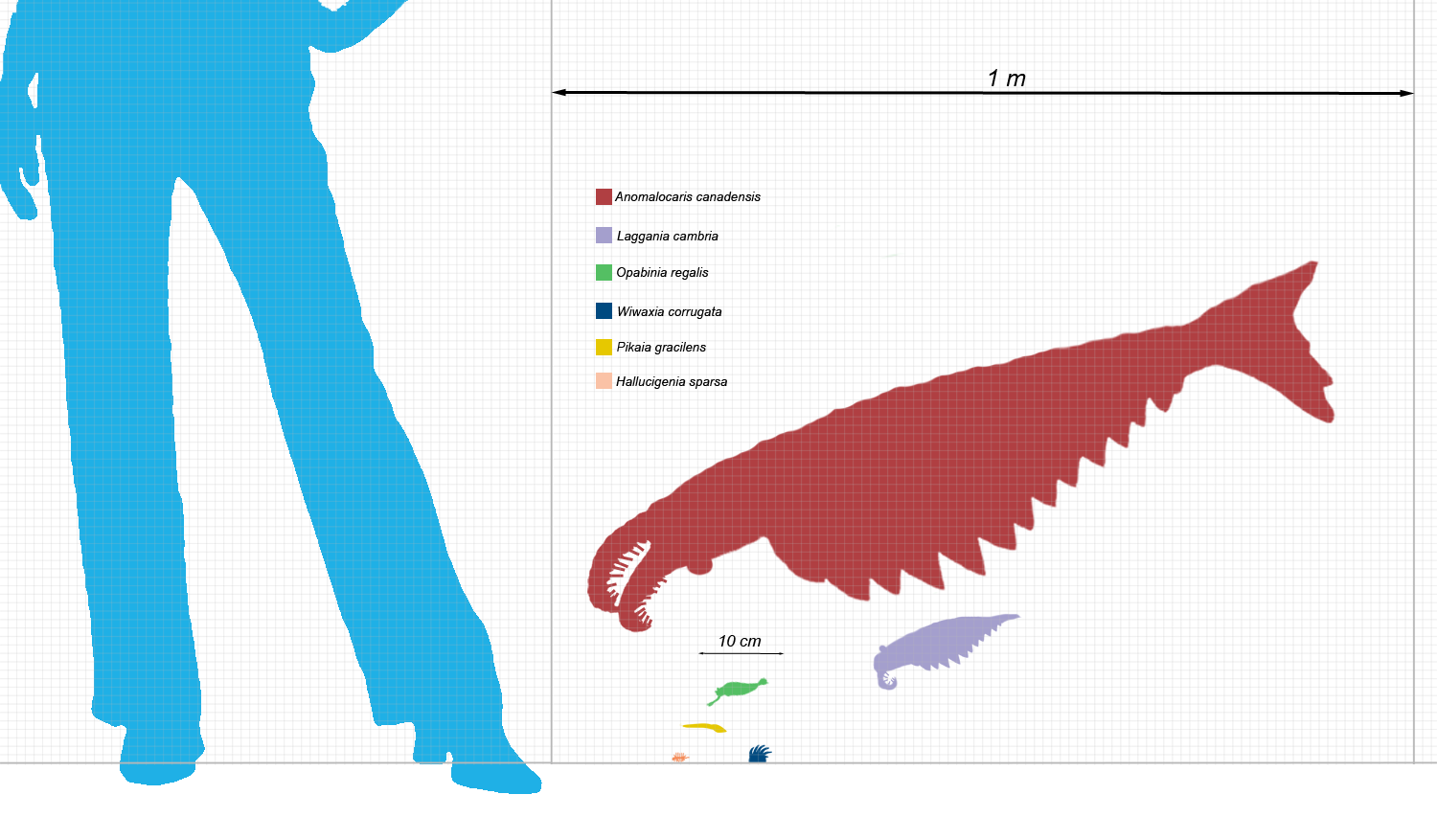
Srovnání velikosti kambrijských bezobratlých, Opabinia zeleně

V 70. letech 20. století probíhala debata zda se mnohobuněčná zvířata objevila najednou (tzv. kambrická exploze), nebo zda vznikla dříve, ale bez zanechaných fosilií. Zpočátku byla Opabinia považována za důkaz pro „výbušnou“ hypotézu. Pozdější objev celé řady podobných zvířat tuto teorii zpochybňuje.
Charles Doolittle Walcott našel v burgesských břidlicích devět téměř úplných fosilií Opabinia regalis a zveřejnil jejich popis v roce 1912. Název je odvozen od průsmyku Opabin. V letech 1966–1967 Harry B. Whittington našel další dobrý exemplář a v roce 1975 zveřejnil podrobný popis.